# Vladimir Ashkenazy
Vladimir Davidovitch Ashkenazy, ou Achkenazi (en russe : Владимир Давидович Ашкенази), né le 6 juillet 1937 à Gorki en URSS, est un pianiste et chef d'orchestre russe, naturalisé islandais et suisse.

## Biographie

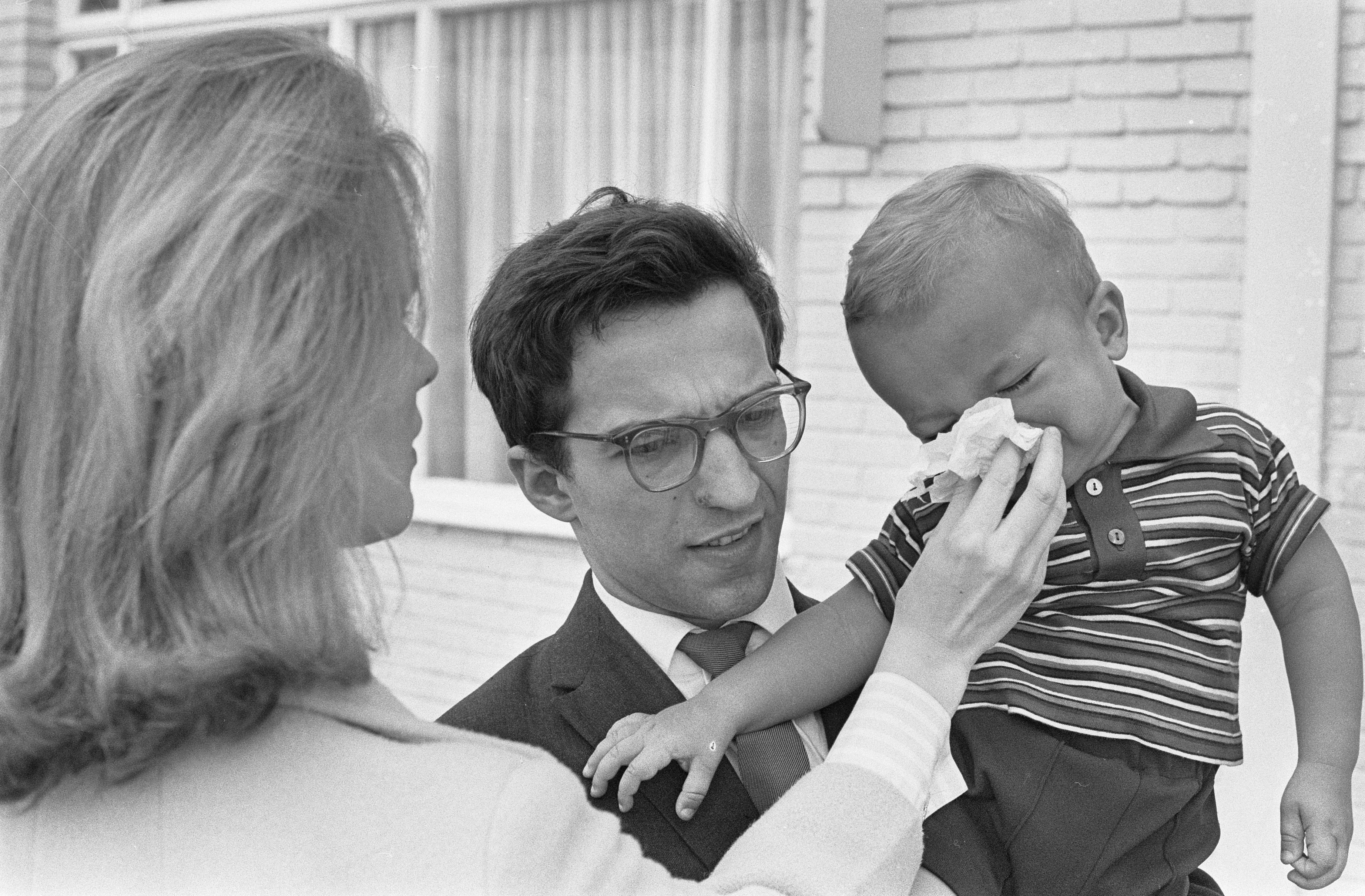
Vladimir Ashkenazy, sa femme et son fils, à l’aéroport d'Amsterdam-Schiphol, le 23 juillet 1963.

Sa mère, Yevstolia Grigorievna (née Plotnova), est issue d'une famille de paysans russes, son père est le pianiste et compositeur David Ashkenazy (ru) (1915-1997). En 1963, il quitte l'Union soviétique avec sa femme islandaise, Thorun Sofia Johannisdottir, et son premier enfant, pour s'établir à Londres où vivent les parents de son épouse. En 1968, la famille  s'installe en Islande. Vladimir Ashkenazy obtient la nationalité islandaise en 1972.
En 1978, en raison notamment de ses obligations de chef d'orchestre en Europe, Ashkenazy et les siens établissent leur domicile à Meggen, près de Lucerne, en Suisse.

### Sa carrière de pianiste
Ashkenazy entame ses études musicales dès six ans et manifeste un talent prodigieux. À huit ans, il entre au conservatoire, puis au conservatoire de Moscou. En 1955, il remporte le deuxième prix au prestigieux Concours international de piano Frédéric-Chopin. En 1956, il est lauréat (premier prix) au Concours musical international Reine-Élisabeth-de-Belgique et partage le premier prix en 1962 au Concours international Tchaïkovsky. 
Bien qu'il soit connu pour avoir enregistré les vingt-quatre préludes et fugues de Chostakovitch, l'œuvre complète de Chopin pour piano, la totalité des pièces pour piano de Rachmaninov ainsi que tous ses concertos, son répertoire est beaucoup plus vaste (on peut noter par exemple un enregistrement intégral des cinq concertos de Prokofiev et de Beethoven, des deux concertos de Brahms ou encore des dix sonates de Scriabine). Il aborde tous les genres mais évite de plus en plus Liszt et la musique contemporaine.

### Sa carrière de chef d'orchestre
À mi-carrière, Ashkenazy s'essaye à la direction orchestrale tout en poursuivant ses activités de pianiste. Ses interprétations des symphonies de Sibelius ont été particulièrement acclamées, tout comme ses enregistrements de la musique orchestrale de Rachmaninov.
Dans les années 1980, il a dirigé régulièrement l'Orchestre du Concertgebouw d'Amsterdam, avant de devenir directeur musical de l'Orchestre philharmonique royal de 1987 à 1994. De 1989 à 1999, il exerce les fonctions de chef permanent à la tête du Deutsches Symphonie-Orchester Berlin. De 1996 à 2003, il est chef principal de l'Orchestre philharmonique tchèque, puis directeur musical de l'Orchestre symphonique de la NHK de 2004 à 2007, et de 2009 à 2013 directeur musical de l'Orchestre symphonique de Sydney. De plus, il est chef honoraire du Philharmonia Orchestra et de l'Orchestre symphonique d'Islande.
Vladimir Ashkenazy est aujourd'hui président de la Rachmaninoff Society.
En janvier 2020, il annonce qu'il se retire de la scène et prend sa retraite.

## Discographie
- Edward Elgar, The Dream of Gerontius  op. 38. Avec Lilli Katriina Paasikivi-Ilves, Mark Tucker and David Wilson-Johnson (baritone) ; the Sydney Symphony Orchestra : direction, Vladimir Ashkenazy. Nominated for an ARIA Award in 2012.